# دو غنتشي (غرغان بوي)
دو غنتشي (بالفارسية: دوگونچی) هي قرية تقع في إيران في قسم غرغان بوي الريفي. يقدر عدد سكانها بـ 2,112 نسمة .